# Porphyrinia caelestis
Porphyrinia caelestis är en fjärilsart som beskrevs av Brandt 1938. Porphyrinia caelestis ingår i släktet Porphyrinia och familjen nattflyn. Inga underarter finns listade i Catalogue of Life.